# Воскресенська церква (Клецьк)
Воскресенська церква, колишній Костел Благовіщення і домініканський монастир — пам'ятка барокової архітектури в центрі міста Клецьк Мінської області.

## Історія

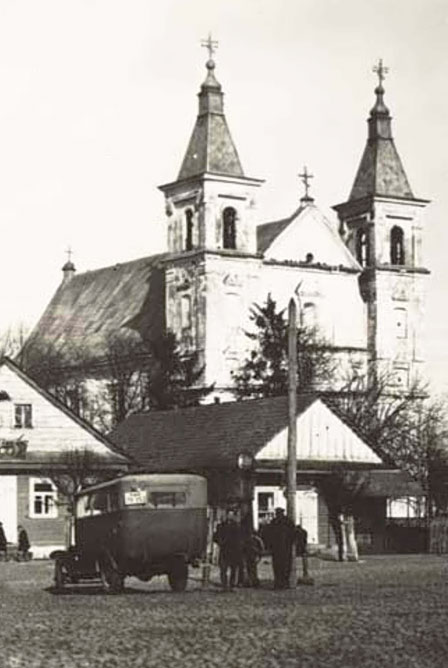
Костел у 1930 році.

Колишній домініканський монастир був заснований в 1683 році скарбником Новогрудським Єжи Казимиром Булгаком і його дружиною Кларою з Галтовських. У тому ж році дерев'яний костел замінений на кам'яний, освячений 6 червня 1684 року. 
У 1832 році костел було відібрано у домініканців православними, які найменували його Спасо-Воскресенською церквою. У 1854 році церква відремонтована за рахунок князя Льва Радзивілла (був створений дерев'яний іконостас на 13 ікон). 
За радянських часів церкву закрили, в ній був розміщений філіал механічного заводу. 2000 року церква відновила свою діяльність у лоні Слуцької єпархії Російської православної церкви.

## Архітектура
Нава (у плані — витягнутий прямокутник) і вівтарна апсида з напівциркульним завершенням накрита високим спільним дахом. З півночі — невелика ризниця. Головний фасад вирішений як об'ємна пластина і розділена карнизом (нижче рівня карнизу нави) на дві рівні за висотою частини. Масивні четверикові вежі спочатку завершувалися пологими, потім високими чотирисхилими шатрами (верхи зруйновані), торець даху закривався трикутним фронтоном, по висоті майже рівним з вежами. Фасади ритмічно розчленовані широкими пілястрами, пластика головного фасаду збагачена нішами, фронтончиками, скульптурою і ліпленням.

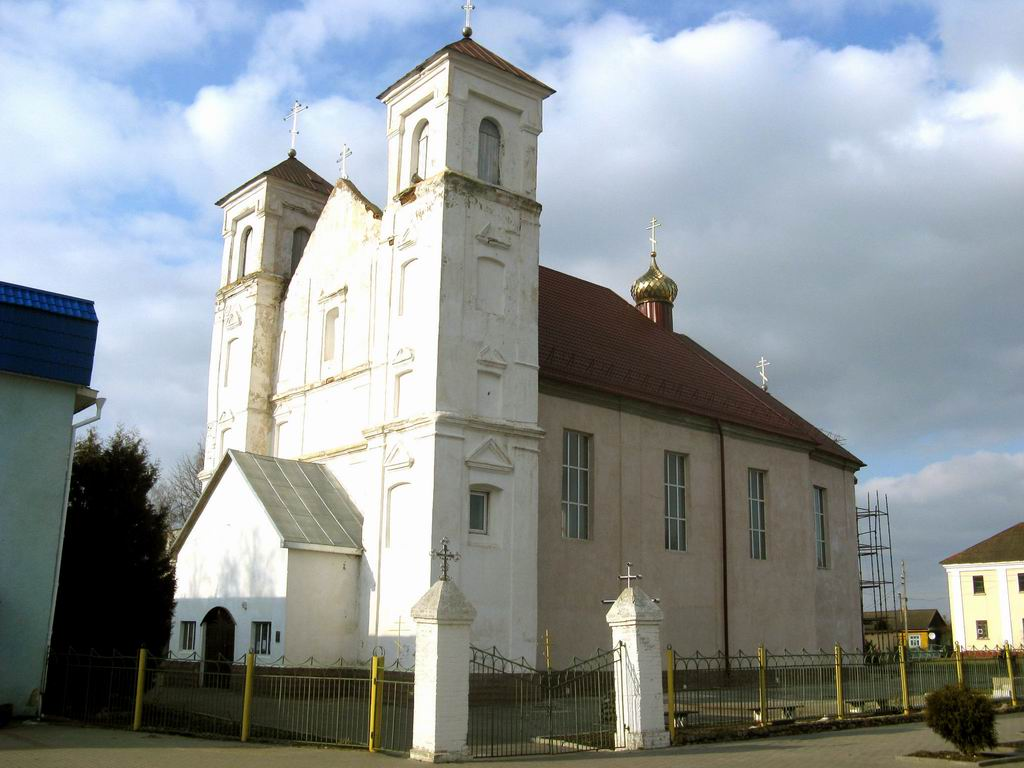
Костел, 2009

## Будинок монастиря домініканців
На сході за костелом розташована двоповерхова прямокутна в плані кам'яна будівля монастиря, накрита вальмовим дахом. Фасади ритмічно розчленовані широкими лопатками і прямокутними віконними прорізами. Планування галерейне з торцевими сходами у два марші. Перекриття приміщень, галерей і підвалів склепінні. З 1795 року при монастирі існувала школа на десять студентів шляхетського походження і шпиталь (заснований М. Адаховським).
У монастирі діє інтернат. Костел і монастир — пам'ятки республіканського значення.